# Annalisella bermudensis
Annalisella bermudensis är en plattmaskart som beskrevs av Tor Karling 1978. Annalisella bermudensis ingår i släktet Annalisella och familjen Polycystididae. Inga underarter finns listade i Catalogue of Life.